# Kevin Larrea
Kevin Larrea, vollständiger Name Kevin Axel Larrea Alzamendi, (* 19. April 1996 in Paysandú) ist ein uruguayischer Fußballspieler.

## Karriere

### Verein
Der 1,84 Meter große Torhüter Larrea war von 2009 bis 2012 für Litoral de Paysandú aktiv. Seit 2012 spielte er für die Nachwuchsmannschaften von Defensor Sporting. Er gehörte spätestens seit der Clausura 2016 zum Kader des Erstligateams und stand dort Ende Februar jenes Jahres in der Partie gegen den Danubio FC erstmals im Spieltagsaufgebot, ohne allerdings eingesetzt zu werden. Anfang Juli 2016 wechselte er auf Leihbasis zum Erstligaaufsteiger Boston River. Dort debütierte Larrea schließlich am 4. September 2016 in der Primera División, als er von Trainer Alejandro Apud am 2. Spieltag der Spielzeit 2016 beim 5:1-Auswärtssieg gegen River Plate Montevideo in die Startelf beordert wurde. Während der Saison 2016 kam er einmal (kein Tor) in der Liga zum Einsatz.

### Nationalmannschaft
Larrea absolvierte von 2012 bis 2013 neun Länderspiele für die U-17-Auswahl Uruguays. Mit dieser nahm er sowohl an der U-17-Südamerikameisterschaft 2013 als auch an der U-17-Weltmeisterschaft 2013 teil und erreichte mit dem Team den 4. Platz bzw. das Viertelfinale. Im Turnierverlauf kam er zwar nicht zum Einsatz, erhielt aber dennoch im Kontinentalwettbewerb als Ersatzspieler in der Partie gegen Chile die Rote Karte.